# Hårleman
Hårleman, ursprungligen Horleman, är en svensk släkt, där två grenar adlats och där släktens mest kände medlem, arkitekten Carl Hårleman, upphöjts till friherrligt stånd.
Offentlig statistik tillgänglig i december 2017 uppger att 49 personer med efternamnet Hårleman var bosatta i Sverige.

## Historik
Släktens stamfar Christian Horleman (1633–1687) var född i Delmenhorst vid Bremen i Tyskland och verkade som kunglig trädgårdsmästare i Stockholm. Av hans söner gick Johan Horleman i faderns fotspår och blev kunglig trädgårdsmästare samt intendent över alla kungliga trädgårdar i Sverige. Han adlades 1698 med namnet Hårleman och introducerades på Riddarhuset under nummer 1371.
Bland Johan Hårlemans söner blev Carl Hårleman en av sin tids främsta svenska arkitekter. Denne upphöjdes i friherrligt stånd 147 och introducerades 1752 på Riddarhuset under nummer 225, men dog barnlös 1753. Även Johan Hårlemans övriga söner dog utan avkomma.
Johan Hårlemans yngre bror Jakob Horleman (1664–1714) var guldsmed i Stockholm. Dennes son Paco Horleman (1694–1763) blev militär och genom äktenskap med dotter till Olof Rudbeck den yngre även innehavare av Forsbacka bruk i Gästrikland. Han adlades 1751 med namnet Hårleman och introducerades året efter på Riddarhuset på nummer 1927. Denna ätt fortlever.

## Personer med efternamnet Hårleman
- Bror Hårleman (1888–1917), skådespelare; gift med Nita Hårleman nedan
- Carl Hårleman (1700–1753), arkitekt, friherre
- Carl Hårleman (friidrottare) (1886–1948), militär, försäkringstjänsteman, gymnast och friidrottare
- Gustaf Hårleman (1868–1937), polismästare
- Johan Hårleman  (1662–1707), trädgårdsarkitekt, kunglig trädgårdsintendent
- Keith Hårleman (1911–1952), skådespelare
- Nita Hårleman, född Åhlin (1891–1961), skådespelare; gift med Bror Hårleman ovan
- Paco Hårleman (1934–2009), TV-produktionstekniker